# Figura de vértice

Figura de vértice a "media arista" de un cubo

En geometría, una figura de vértice, en términos generales, es la figura que queda a la vista cuando se corta una esquina de un poliedro o politopo.

## Definiciones

Figura de vértice "de arista completa" de un cubo

Figura de vértice esférica de un cubo

Figura de vértice formada por un grupo de vértices conectados a uno dado de un cubo

Elíjase una esquina o vértice de un poliedro. Márquese un punto en algún lugar en cada arista conectada con el vértice, y a continuación dibújense líneas a través de las caras conectadas, uniendo los puntos adyacentes alrededor de la cara. Una vez terminado este proceso, estas líneas forman un circuito completo, es decir, un polígono situado alrededor del vértice. Este polígono es la figura del vértice.
Las definiciones formales más precisas pueden variar bastante según las circunstancias. Por ejemplo, Harold Scott MacDonald Coxeter (por ejemplo, entre 1948 y 1954) varió su definición según fue conveniente para el área de investigación que estuvo abordando. La mayoría de las siguientes definiciones de una figura de vértice se aplican igualmente bien a teselados planos infinitos o, por extensión, a teselados espaciales mediante celdas politópicas y otros politopos de dimensiones superiores.

### Como un corte plano
El enfoque más común y el más fácil de entender es realizar un corte plano seccionando la esquina de un poliedro, cortando todas las aristas conectadas al vértice. La superficie de corte es la figura del vértice. Distintos autores localizan el corte en diferentes lugares. Wenninger (2003) corta cada arista a una unidad de distancia del vértice, al igual que Coxeter (1948). Para poliedros uniformes, la construcción dual implica cortar por su punto medio cada una de las aristas conectadas a cada vértice. Otros autores realizan el corte por el vértice en el extremo contrario de cada arista.
Para un poliedro irregular, cortar todas las aristas incidentes en un vértice dado a distancias iguales del vértice puede producir una figura que no se encuentra en un plano. Un enfoque más general, válido para poliedros convexos arbitrarios, es realizar el corte en cualquier plano que separe el vértice dado de todos los demás vértices, pero que por lo demás sea arbitrario. Esta construcción determina la estructura combinatoria de la figura de vértice, similar a un conjunto de vértices conectados (véase más abajo), pero no su geometría precisa. Este criterio se puede generalizar a los politopos convexos en cualquier dimensión. Sin embargo, para poliedros no convexos, puede que no exista un plano cerca del vértice que corte todas las caras incidentes en él.

### Como un polígono esférico
Cromwell (1999) forma la figura de vértice intersecando el poliedro con una esfera centrada en el vértice, lo suficientemente pequeña como para cruzar solo las aristas y las caras incidentes en el vértice. Esto se puede visualizar como si se hiciera un corte esférico centrado en el vértice. La superficie de corte o figura de vértice es, por lo tanto, un polígono esférico marcado en esta esfera. Una ventaja de este método es que la forma de la figura del vértice es fija (si se prescinde de la escala de la esfera), mientras que el método de intersección con un plano puede producir diferentes formas dependiendo del ángulo del plano. Además, este método funciona para poliedros no convexos.

### Como un conjunto de vértices conectados
Muchos enfoques combinatorios y computacionales (por ejemplo, Skilling, 1975) tratan una figura de vértice como el conjunto ordenado (o parcialmente ordenado) de puntos de todos los vértices vecinos (conectados mediante una arista) al vértice dado.

### Definición abstracta
En la teoría de politopos abstractos, la figura de vértice en un vértice dado V comprende todos los elementos que inciden en el propio vértice (como aristas, caras u otros elementos de dimensiones superiores). Más formalmente es la sección (n−1) Fn / V, donde Fn es la cara mayor (de mayor dimensión) del politopo.
Este conjunto de elementos se conoce en otros textos como estrella de vértice. La figura geométrica de vértice y la estrella de vértice pueden entenderse como realizaciones distintas de la misma sección abstracta.

## Propiedades generales
Una figura de vértice de un n-politopo es un (n−1)-politopo. Por ejemplo, la figura de vértice de un poliedro es un polígono; y la figura de vértice de un polícoro es un poliedro.
En general, una figura de vértice no tiene por qué ser plana.
Para poliedros no convexos, la figura del vértice también puede ser no convexa. Los politopos uniformes, por ejemplo, pueden tener polígonos estrellados como caras y/o figuras de vértices.

### Figuras isogonales
Las figuras de vértice son especialmente significativas para los politopos uniformes y para otros politopos isogonales (vértice-transitivos), dado que una figura de vértice puede definir todo el politopo.
Para los poliedros con caras regulares, una figura de vértice se puede representar mediante una notación de configuración de vértices, enumerando las caras en secuencia alrededor de cada vértice. Por ejemplo, 3.4.4.4 es un vértice con un triángulo y tres cuadrados, y define el rombicuboctaedro uniforme.
Si el politopo es isogonal, la figura de vértice existirá en una superficie (hiperplano) del n-espacio.

## Construcciones

### Desde los vértices adyacentes
Al considerar la conectividad de los vértices vecinos con uno dado, se puede construir una figura de vértice para cada vértice de un politopo:
- Cada vértice de la figura de vértice coincide con un vértice del politopo original.
- Cada arista de la figura de vértice existe en o dentro de una cara del politopo original que conecta dos vértices alternativos de una cara original.
- Cada cara de la figura de vértice existe en o dentro de una celda del n-politopo original (para n > 3).
- ... y así sucesivamente hasta elementos de orden superior en politopos de orden superior.

### Construcción de Dorman Luke
Para un poliedro uniforme, la cara del poliedro conjugado se puede encontrar a partir de la figura de vértice del poliedro original usando la construcción de Dorman Luke.

### Politopos regulares

La figura de vértice del gran icosaedro es un pentagrama regular o polígono estrellado {5/2}

Si un politopo es regular, se puede representar mediante un símbolo de Schläfli y tanto la celda como la figura de vértice se pueden extraer trivialmente de esta notación.
En general, un politopo regular con símbolo de Schläfli {a,b,c,...,y,z}, tiene celdas caracterizadas como {a,b,c,...,y} y figuras de vértice como {b,c,... ,y,z}.
1. Para un poliedro regular {p,q}, la figura de vértice es {q}, un q-gono.
  - Por ejemplo, la figura de vértice de un cubo {4,3}, es el triángulo {3}.
2. Para un 4-politopo regular o teselado espacial {p,q,r}, la figura del vértice es {q,r}.
  - Por ejemplo, la figura de vértice de un hipercubo {4,3,3} es un tetraedro regular {3,3}.
  - Así mismo, la figura de vértice de un panal cúbico {4,3,4} es un octaedro regular {3,4}.

Dado que el politopo dual de un politopo regular también es regular y está representado por los índices del símbolo de Schläfli invertidos, es fácil ver que el dual de la figura de vértice es la celda del politopo dual. Para poliedros regulares, este es un caso especial de la construcción de Dorman Luke.

## Ejemplo de figura de vértice de un panal

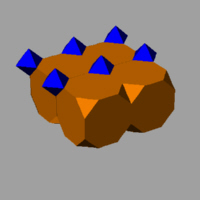
Panal cúbico truncado (parcial)

La figura de vértice de un panal cúbico truncado es una pirámide cuadrada no uniforme. Un octaedro y cuatro cubos truncados convergen en cada vértice y forman un teselado que rellena el espacio.
| Figura de vértice: Una pirámide cuadrada no uniforme    | Diagrama de Schlegel | Perspectiva |
| creada como un cuadrado base de un octaedro             | (3.3.3.3)            |             |
| y cuatro triángulos isósceles, lados de cubos truncados | (3.8.8)              |             |

## Figura de arista

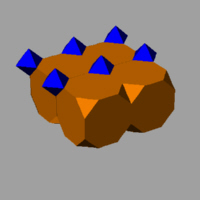
El "panal cúbico truncado" tiene dos tipos de aristas, unas con cuatro cubos truncados y las otras con un octaedro y dos cubos truncados, que pueden verse como dos tipos de figuras de arista, que a su vez son los vértices de la figura de vértice resultante

En relación con la figura de vértice, una figura de arista es la figura de vértice de una figura de vértice. Las figuras de arista son útiles para expresar relaciones entre los elementos dentro de politopos regulares y uniformes.
Una figura de arista será un (n−2)-politopo, que representa la disposición de facetas alrededor de una arista dada. Los politopos uniformes y los politopos regulares con diagrama de Coxeter-Dynkin de un solo anillo tendrán un tipo de arista único. En general, un politopo uniforme puede tener tantos tipos de aristas como espejos activos intervienen en su construcción, ya que cada espejo activo produce una arista en el dominio fundamental.
Los politopos regulares (y panales) tienen una única figura de arista' que también es regular. Para un politopo regular {p,q,r,s,...,z}, la figura de arista es {r,s,...,z}.
En cuatro dimensiones, la figura de arista de un polícoro o 3-panal es un polígono que representa la disposición de un conjunto de facetas alrededor de una arista. Por ejemplo, la figura de arista de un panal cúbico regular {4,3,4} es un cuadrado, y para un 4-politopo regular {p,q,r} es el polígono {r}.
De manera menos trivial, el panal cúbico truncado t0,1{4,3,4} tiene una figura de vértice con forma de pirámide cuadrada, con celdas en forma de cubo truncado y de octaedro. Aquí hay dos tipos de figuras de arista. Una de ellas es una figura de arista cuadrada asociada a la cúspide de la pirámide, que representa los cuatro cubos truncados alrededor de una arista. Las otras cuatro figuras de arista son triángulos isósceles en los vértices de la base de la pirámide, que representan la disposición de dos cubos truncados y un octaedro alrededor de las otras aristas.